# NHKサービスセンター
一般財団法人NHKサービスセンター（エヌエイチケイサービスセンター）は、かつて存在したNHKの関連団体である。所在地は東京都世田谷区。

## 沿革・業務
1951年2月28日設立。放送が日本国民の文化向上に役立てられるように、その普及と公共放送の浸透のために貢献することを目的に運営されている。
主な業務としては、NHKホールなどで行われるNHK主催の各種イベントの運営、学校・地域団体・民放などに対する放送番組素材の提供（アーカイブス事業）、雑誌・書籍の発行・販売、NHK視聴者コールセンターの運営などである。
2023年4月1日を目処に当法人を存続法人とする一般財団法人NHK財団を発足。
なお、書籍・雑誌はNHK出版、ソフトウェア（CD・レコード・カセットテープ、ビデオカセット・DVD・BD）はNHKエンタープライズと一部業務が重複しているが、NHK財団への統合後も従来通り発行されている。

## 書籍・雑誌
- NHKウイークリーステラ（毎週水曜発行 2022年3月で休刊）
- 月刊ラジオ深夜便（毎月1回発行）
- 別冊ステラ大相撲中継（偶数月発行→その後NHKグローバルメディアサービス編集発行<発売元は当初イースト・プレス→アプリスタイルを経て、現在毎日新聞出版>に移行）
- NHKの語学講座番組の音声テキスト（CD 毎月発行）
- その他番組関連のCD、DVD
- ステラMOOK（単行本）
  - ラジオ深夜便シリーズ（2009年ごろまではアンカーコーナーを中心にNHK出版より発行）
    - ラジオ深夜便 誕生日の花・カレンダー
    - ラジオ深夜便完全読本（2005年）→ラジオ深夜便年鑑（2006年 - 2011年）→ラジオ深夜便ファンブック（2012年 - 2013年）→ラジオ深夜便・うた読本（2014年）
    - ラジオ深夜便読本・宇田川清江特集号（2010年）
    - ラジオ深夜便 こころの時代（2007年 - 2009年=季刊、2010年=特選集）
    - ラジオ深夜便 あすへのことば特選集（2011年）
    - 季語で日本語を旅する〜保存版「ラジオ歳時記」（2006年）・季語で日本語を旅する　総集編（2010年）鷹羽狩行
    - ラジオ深夜便 珠玉のことば 〜深夜便からの100のメッセージ〜（2010年）
      - ラジオ深夜便 新・珠玉のことば（2015年） 番組25周年記念出版
      - ラジオ深夜便 珠玉のことば特選集（2020年） 番組30周年記念出版

    - ラジオ深夜便 こころのエッセー（2011年）
    - ラジオ深夜便 誕生日の花ときょうの一句（第1集・2010年、第2集・2011年）
    - ラジオ深夜便 ないとエッセー（2012年）
    - ラジオ深夜便 隠居大学第1・2集（2012年）天野祐吉共著・編
    - ラジオ深夜便 女優が語る私の人生（2013年）
    - こころの時代 2007年-2009年に季刊として10号発売され、「あすへのことば」にリニューアルする2010年には「特選集」と題して上下2巻で発売された。
    - ラジオ深夜便 母を語る（第1集・2009年、第2集・2010年、第3集・2011年、第4週・2014年、特選集・2020年） 同名コーナーの書籍化
    - ラジオ深夜便 わが心の人（2020年） 同上

  - 連続テレビ小説メモリアルブックシリーズ
    - あまちゃん
    - ごちそうさん
    - 花子とアン
    - マッサン
    - あさが来た
    - とと姉ちゃん
    - べっぴんさん
    - ひょっこ
    - わろてんか
    - まんぷく
    - エール
    - おかえりモネ

## 番組制作
- あなたのアンコール
- デジタル放送なんでも相談室→デジタルQ
- 土曜スタジオパーク
- 日曜バラエティー
- NHKとっておきサンデー
- BSスタイル
- BS大好き
- BSティーンズ倶楽部
- BSハイビジョンプレマップ
- 見どころNHK

## 最近の問題

### 偽装派遣問題
- 同センターで派遣従業員として勤務していた女性について、名目は専門業務派遣だったにもかかわらず、実際は庶務的な一般の職務に就かされていたとして、東京労働局が同サービスセンターに対し「偽装派遣である」として指導を行い、同センターが直接雇用に切り替えていたことが判明した[3]。